# HQ (album)
HQ je osmé studiové album anglického písničkáře Roye Harpera. Vydalo jej v červnu roku 1975 hudební vydavatelství Harvest Records a jeho producentem byl Peter Jenner. V písni „The Game“ hráli kytarista David Gilmour ze skupiny Pink Floyd, baskytarista John Paul Jones z Led Zeppelin a bubeník Steve Broughton z kapely Edgar Broughton Band; dále se na nahrávce podíleli například kytarista Chris Spedding či bubeník Bill Bruford. Autorem obalu alba je Hipgnosis.

## Seznam skladeb
Autorem všech skladeb je Roy Harper.
| Pořadí | Název                                   | Délka |
| ------ | --------------------------------------- | ----- |
| 1.     | The Game (Parts 1–5)                    | 13:42 |
| 2.     | The Spirit Lives                        | 4:14  |
| 3.     | Grown Ups Are Just Silly Children       | 2:55  |
| 4.     | Referendum (Legend)                     | 3:49  |
| 5.     | Forget Me Not                           | 2:24  |
| 6.     | Hallucinating Light                     | 6:24  |
| 7.     | When an Old Cricketer Leaves the Crease | 7:13  |

## Obsazení
- Roy Harper – zpěv, kytara
- David Gilmour – kytara
- John Paul Jones – baskytara
- Steve Broughton – bicí
- Chris Spedding – kytara
- Bill Bruford – bicí
- Dave Cochran – baskytara
- Grimethorpe Colliery Band – žestě